# چهار دوست (فیلم ۲۰۱۰)
«چهار دوست» (انگلیسی: Four Friends) فیلمی در ژانر کمدی رمانتیک است که در سال ۲۰۱۰ منتشر شد. از بازیگران آن می‌توان به جایارام و جایاسوریا اشاره کرد.